# Phare de Windmill Point (Michigan)
Le phare de Windmill Point (en anglais : Windmill Point Light), est un phare du lac Sainte-Claire situé à l'embouchure de la rivière Détroit, dans le Comté de Wayne, Michigan.

## Historique
La station a été établie en 1838. Le phare en pierre d'origine a été remplacé par une tour en brique en 1875 . En 1933 le phare a été équipé d'une lentille de Fresnel du sixième ordre.
Le phare et son petit local technique ont été construits sur une courte jetée dans le Mariner Park à Grosse Pointe

## Description
Le phare  est une tour circulaire en tôle d'acier claire-voie, avec galerie et lanterne, de 12 m de haut. Le bâtiment est peint en blanc et la lanterne est noire.
Son feu isophase émet, à une hauteur focale de 16 m, une lumière blanche de 3 secondes, par période de 6 secondes. Sa portée est de 12 milles nautiques (environ 22 km) pour le feu blanc et 12 milles nautiques (environ 22 km) pour le feu rouge. Il est équipé d'une corne de brume émettant un souffle de trois secondes par période de 30 secondes du 1er mai au 1er octobre. il est aussi équipé d'un radar Racon.

## Caractéristiques dufeu maritime
Fréquence : 6 secondes (W)
- Lumière : 3 secondes
- Obscurité : 3 secondes

Identifiant : ARLHS : USA-896 ; USCG :  7-8260 .

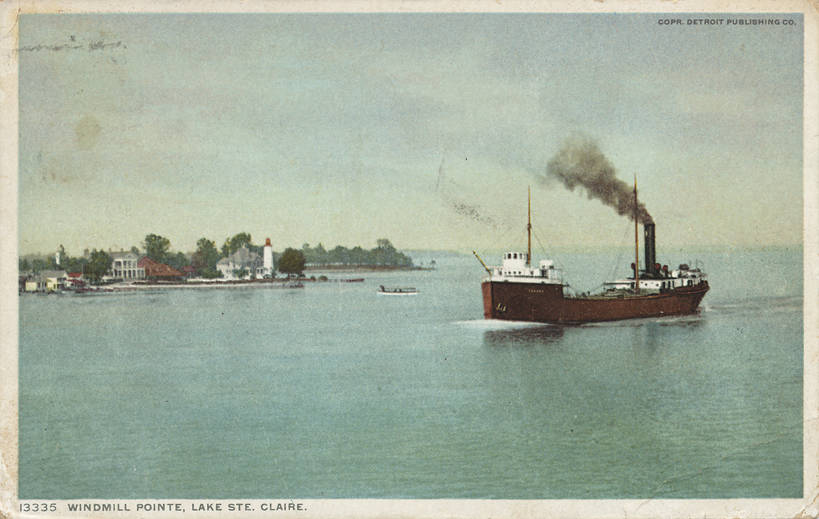
Windmill Point

### Lien connexe
- Liste des phares au Michigan